# Hoài Vũ
Hoài Vũ (sinh năm 1935) tên thật là Nguyễn Đình Vọng, là một nhà văn, nhà thơ, nhà báo và dịch giả Việt Nam.

## Tiểu sử
Ông sinh ngày 25 tháng 8 năm 1935 tại huyện Mộ Đức, tỉnh Quảng Ngãi. Ông tham gia hoạt động văn học ở miền Nam trong những năm kháng chiến với các chức vụ: ủy viên Tiểu ban Văn nghệ khu Sài Gòn - Chợ Lớn - Gia Định, ủy viên thường trực Hội Văn nghệ giải phóng miền nam, tổng biên tập báo Văn nghệ giải phóng (Hội Văn nghệ giải phóng miền Nam).
Từ sau năm 1975 đến nay, ông lần lượt giữ các chức vụ như ủy viên Ban biên tập Tuần báo Văn nghệ (Hội Nhà văn Việt Nam), phó giám đốc Nhà xuất bản Tác phẩm mới (Hội Nhà văn Việt Nam), ủy viên Ban chấp hành Hội Nhà văn Thành phố Hồ Chí Minh, chủ tịch Hội đồng Văn học dịch (Hội Nhà văn Thành phố Hồ Chí Minh), phó Tổng biên tập báo Sài Gòn Giải Phóng. Ông là hội viên Hội Nhà văn Việt Nam.

## Tác phẩm

### Thơ
- Vàm Cỏ Đông[1]
- Anh ở đầu sông em cuối sông (1989)
- Đi trong hương tràm
- Hoàng hôn lặng lẽ

Một số bài thơ của ông đã được phổ nhạc như bài hát: Vàm Cỏ Đông, Chia tay hoàng hôn...

### Văn
Các tập truyện:
- Tiếng sáo trúc
- Rừng dừa xào xạc (1977)
- Quê chồng (1978)
- Bông sứ trắng (1980)
- Bên sông Vàm Cỏ (1980)
- Vườn ổi (1982)

### Dịch thuật
Các tập truyện:
- Loạn luân
- Người đàn bà bất hạnh
- Nữ điền chủ cuối cùng
- Hồn ma
- A-sư-ma bé bỏng...

## Đánh giá
- "Thơ Hoài Vũ dịu nhẹ như con người của ông, nên đôi lúc rộng rãi về cảm xúc và hào phóng về ngôn từ"[3]